# Подсмрека-при-Вишні Гори
Подсмрека-при-Вишні Гори (словен. Podsmreka pri Višnji Gori) — поселення в общині Іванчна Гориця, Осреднєсловенський регіон, Словенія. Висота над рівнем моря: 366,7 м.